# Малиновський (смт)
Мали́новський (рос. Малиновский) — селище міського типу у складі Совєтського району Ханти-Мансійського автономного округу Тюменської області, Росія. Адміністративний центр Малиновського міського поселення.
Населення — 2755 осіб (2010, 2621 у 2002).